# Западная Римская империя
За́падная Ри́мская импе́рия (лат. Imperium Romanum Occidentale) — название западной, преимущественно романоязычной, части Римской империи в конце (или середине) IV — конце V вв. Другая часть, преимущественно грекоязычная, получила название Восточной Римской империи, или Византийской империи.
В историографии Западная Римская империя — совокупность западных провинций единой Римской империи в какой-либо период управлявшихся отдельной независимой имперской администрацией, равновеликой или номинально подчинённой имперской администрации, управлявшей восточными провинциями.
«Западная Римская империя» и «Восточная Римская империя» — исторические термины нового времени, принятые учёными для описания де-факто разных территорий. Де-юре они не являлись самостоятельными государствами и не воспринимались таковыми жителями Римской империи. Существование двух центров власти воспринималось как административная необходимость в слишком пространном государстве, аналогично, к примеру, отношениям внутри колониальных держав. Эти термины вызвали ожесточённые споры в науке.
Проблема состоит в том, что после гибели Древнего Рима в 476 году греческие императоры в Византии не отделяли свою правопреемственность от бывшей Римской империи и продолжали называть себя римлянами. Термин «римляне в Средневековье» выглядел для историков и учёных как смешивание эпох Античности и Средневековья. В результате многочисленных споров учёные пришли к компромиссу — концом Античности был датирован V век, в котором произошло падение Западной Римской империи. Однако некоторые учёные до сих пор не согласны с этим решением и продолжают ставить другие датировки конца Античности и начала Средневековья.

## Исторические предпосылки
По мере увеличения Римской империи, присоединявшей всё новые и новые территории, наступил момент, когда центральное правительство, находившееся в Риме, уже не могло эффективно управлять удалёнными провинциями. Коммуникации слишком растянулись. Новости о вторжении, вооружённом восстании, эпидемии или природной катастрофе, как и ответные распоряжения правительства, доставлялись морским транспортом или верховой почтой и требовали длительного времени, чтобы дойти до адресата. По этой причине наместники провинций становились слишком самостоятельными. Ещё до образования Империи территории Римской республики разделялись между членами так называемых триумвиратов. Второй триумвират, — договор о распределении подвластных провинций между Октавианом, Антонием и Лепидом, — был даже законодательно утверждён.
Раздел произошёл во многом по языковому принципу: провинции, доставшиеся Антонию, почти в точности соответствовали распространённости в качестве основного греческого языка и приблизительно совпадали с позднейшей территорией Византийской империи, наоборот, провинции Октавиана в качестве основного использовали латинский. Кроме языкового, был ещё один неприметный принцип разделения — основная денежная единица: в провинциях Антония это была драхма, а у Октавиана — динарий. Позже, при последующих разделениях, происходивших спонтанно и неофициально в условиях гражданских войн, эти принципы также имели значение. Однако после Второго триумвирата административное разделение провинций между равноправными правителями законодательно не устанавливалось вплоть до Диоклетиана.

## История раздела
В эпоху Домината разделы Римской империи происходили уже постоянно. В 293 году император Диоклетиан отдал её четыре части под управление двух августов (старших императоров) и двух цезарей (младших императоров), создав т. н. тетрархию. Система «четвертовластия» долго не просуществовала, и после продолжительных войн в 324 году государство вновь объединилось под властью одного человека — Константина I. Он завещал империю троим сыновьям (Константину II, Констанцию II и Константу) и двум племянникам (Далмацию Младшему и Ганнибалиану Младшему, которые так и не успели получить свою долю в верховной власти). Однако в 353 году, после смерти двоих братьев и победы над узурпатором Магненцием, империя вновь была объединена Констанцием II. Новое разделение состоялось в 364 году, после смерти императора Иовиана. Официально единство державы не нарушалось, но император Валентиниан I стал править западной частью империи, а восточную часть отдал своему брату Валенту. Раздельное управление продолжалось до 394 года, когда император Феодосий I (379—395 г.г.), свергнув захватившего власть на Западе узурпатора Евгения, на короткое время объединил под своей властью обе части империи и стал последним правителем единого государства. Он умер в 395, завещав западную часть империи младшему сыну Гонорию и восточную часть — старшему сыну Аркадию. Несмотря на это, официального распада не произошло: Римская империя по-прежнему считалась единым государством под управлением двух императоров-августов. Тем не менее, после смерти Феодосия I общего правителя у обеих частей империи уже никогда не было — Западная Римская империя оставалась под контролем римских императоров в Риме, Византия была в управлении греческих императоров в Константинополе.

## Западная Римская империя приГонориииИоанне(395—425)
В 395 году столицей и резиденцией правителя Западной Римской империи Гонория стал Медиолан (современный Милан). В 402 году, спасаясь от нашествия вестготов, тот же император сделал столицей Равенну.
Гонорий получил свою часть Римской империи, когда ему было одиннадцать лет, и первые 13 лет управлял государством под контролем регента магистра армии (главнокомандующего войсками) Стилихона, вандала по происхождению.
В 398 году, после подавления восстания Гильдона, за Западной Римской империей были закреплены африканские провинции, тяготевшие к Восточной Римской империи. Между двумя государствами проходила борьба за префектуру Иллирик, на которую претендовали императоры Запада.
В 402 и 406 годах под умелым руководством Стилихона были успешно отражены вторжения варваров в Италию, однако после его казни в 408—411 годах весь Апеннинский полуостров подвергся опустошительному нашествию вестготов во главе с Аларихом и Атаульфом (в 410 году ими был захвачен и разграблен Рим). Ещё в 406 году по замёрзшему Рейну в Галлию прорвалась, подвергнув её разгрому, коалиция свебов, аланов, асдингов, силингов и бургундов. В 409 году указанные племена, кроме бургундов, перешли через Пиренеи в Испанию, учинив там не меньшие опустошения. В 407—408 годах британские, галльские и испанские провинции захватил самопровозглашённый император Константин, причём незанятую варварами часть Испании и Галлии в 409 году у него отнял восставший военачальник Геронтий, сделавший императором Максима. Вследствие всех этих событий Гонорий утратил контроль над большей частью Западной Римской империи, которая попала под власть варваров и узурпаторов. Тем не менее, начиная с 411 года римские войска под командованием магистра армии Констанция, будущего императора, стали возвращать провинции под власть Гонория. Непокорённой осталась лишь часть Испании (от Британии Гонорию пришлось отказаться для спасения других частей державы ещё в 410 году). В 418 году вестготы получили статус федератов и основали в Аквитании Вестготское королевство, чьи правители стремились к независимости от римской власти и расширению своей территории.
После смерти Гонория (в 423 году) власть в государстве захватил Иоанн. Его не признал восточный император Феодосий II, который начал войну. После двухлетнего правления узурпатор был схвачен и казнён.

## Западная Римская империя приВалентиниане III(425—455)
Преемником Иоанна на троне при поддержке войск Восточной империи стал племянник Гонория и сын Констанция Валентиниан III. В его правление резиденция императора была временно возвращена в Рим. Фактически делами управления в государстве занимались императрица-мать Галла Плацидия (до 433 года) и магистр армии Аэций (до 454 года).
В 429—442 г.г. западноримским двором были утрачены самые экономически развитые африканские провинции. К 435 году в результате вторжения вандалов и аланов из Испании там возникло Вандальское королевство во главе с Гейзерихом, расширявшее свою территорию за счёт римских провинций. В 451 году римлянам и их союзникам под командованием Аэция удалось отразить нашествие гуннского царя Аттилы в битве при Каталаунских полях. Тем не менее, в 452—453 г.г. опустошительные вторжения гуннов в пределы Западной империи повторились. Лишь со смертью Аттилы, наступившей в 453 году, гуннская угроза миновала.
Валентиниан III, подозревавший Аэция в стремлении к власти, принял личное участие в убийстве прославленного полководца, а в следующем году сам пал жертвой заговора, организованного Петронием Максимом.

## Западная Римская империя при последних императорах (455—476 гг.)
Воспользовавшись переворотом, вандалы напали на Рим и разграбили его в 455 г. (Максим, неспособный организовать сопротивление врагам, был убит римлянами незадолго до указанного события). При поддержке вестготов в Галлии императором в том же году был провозглашён Авит. В 456 г. его сверг с престола комит — свев Рицимер, ставший вскоре магистром армии. Указанный военачальник с этого времени и до самой смерти распоряжался судьбой Западной Римской империи. В его силах было создать собственное государство, провозгласить себя королём и править официально, но Рицимер предпочёл управлять через государей, обладавших номинальной властью (что не всегда удавалось). В течение 456—472 гг., следуя собственным интересам, он свергал и возводил на престол императоров: Авита, Майориана, Либия Севера, Антемия и Олибрия, а также захватил и разграбил Рим. За последние двадцать один год своего существования в Западной Римской империи сменилось девять правителей. Территория государства за это время сократилась до размеров Италии. Слабость представителей верховной власти и утрата большинства провинций сделали падение государства необратимым.

## Падение Западной Римской империи
Поскольку разделы Римской империи между соправителями с точки зрения римлян не приводили к образованию отдельных государств, Западная Римская империя прекратила своё существование неофициально. 4 сентября 476 года командир варваров-наёмников на римской службе Одоакр принудил к отречению императора Ромула Августа. При этом мятежный военачальник прислал в Константинополь посольство с признанием власти Зенона как единственного владыки Римской империи и просьбой о возведении его в достоинство патриция. Восточный император отнёсся к нему благосклонно и, возможно, даровал Одоакру желанный титул, однако отказался принять в подданство, сославшись на наличие западного императора. Дело в том, что Юлий Непот, предшественник Ромула Августула на троне и правитель Далмации, оставался признаваемым на Востоке законным императором и продолжал считать себя таковым до своей смерти, которая знаменовала собой мнимое воссоединение обеих частей империи. Одоакр, став в результате переворота независимым правителем Италии, формально признавал власть Зенона, затем — Непота и впоследствии — снова Зенона (вплоть до войны с Теодорихом Великим). Падение Западной Римской империи принято считать началом тёмных веков средневековья — нового периода истории Европы.

## Судьба последних римских владений
Тем не менее, после переворота 476 г. римскими территориями ещё оставались Далмация и Северная Галлия, отколовшиеся от Западной империи в середине V в. Разгромив войско комита Овиды (одного из убийц Непота), в 481 г. Одоакр подчинил себе далматинские земли. Победа короля салических франков Хлодвига над северогалльским правителем Сиагрием в битве при Суассоне в 486 г. означала захват варварами последнего осколка Римской империи в Западном Средиземноморье.
После своего падения Западная Римская империя никогда не возрождалась, хотя император Юстиниан I в ходе войн с варварскими королевствами вандалов, остготов и вестготов сумел присоединить к Восточной Римской империи (Византии) значительную часть её бывшей территории, включавшую в себя Северную Африку с Сардинией, Корсикой и Балеарскими островами, Италию с Далмацией и Сицилией и Юго-Восточную Испанию.

## Реставрации и преемники
Через четыре столетия король франков Карл Великий объединил под своей властью, кроме прочих владений, часть земель исчезнувшего государства (Галлию, Северную Италию, альпийские области и Северо-Восточную Испанию) и в 800 году был коронован в Риме в качестве императора, а в 812 данный титул за ним признал правитель Византии Михаил I. Однако империя Карла даже близко не приблизилась к первоначальным размерам ЗРИ и просуществовала (с перерывами) только до 887 года. В дальнейшем на роль наследников Западной Римской империи претендовали императоры основанной в 962 году Священной Римской империи, начиная с Оттона I.

## Список императоров Западной Римской империи до 395 года
Курсивом выделены императоры, не признанные на Востоке.
- Валентиниан I (364—375)
  - Фирм (ок. 372 — ок. 375)
- Грациан (375—383)
- Валентиниан II (375—392)
- Магн Максим (383—388)
- Флавий Виктор (384—388)
- Евгений (392—394)
- Феодосий I (394—395)

## Список императоров Западной Римской империи с 395 года
Курсивом выделены императоры, не признанные на Востоке.
- Гонорий (395—423)
  - Марк (406—407)
  - Грациан (407)
  - Константин III (407—411)
  - Констант II (409/410—411)
  - Максим (409—411 и 420—422)
  - Аттал (409—410 и 414—415)
  - Иовин (411—413)
  - Себастиан (412—413)
  - Констанций III (421)
- Иоанн (423—425)
- Валентиниан III (425—455)
- Максим (455)
- Авит (455—456)
- Майориан (457—461)
- Либий Север (461—465)
- Антемий (467—472)
- Олибрий (472)
- Глицерий (473—474)
- Юлий Непот (474—475)
- Ромул Август (475—476)